# Giegłówka
Giegłówka (lit. Gegliškės) – wieś na Litwie, w okręgu wileńskim, w rejonie wileńskim, w gminie Rzesza, pomiędzy drogą magistralną A14 a drogą krajową 172.

## Nazwa
W XIX w. używane były nazwy Gieglówka, Heglowka, Heglówka i Jeglówka. Wykaz miejscowości Rzeczypospolitej Polskiej z 1938 jako nazwę urzędową podaje Gieglówka. Komisja Standaryzacji Nazw Geograficznych poza Granicami Rzeczypospolitej Polskiej jako współcześnie obowiązujący endonim zaleca nazwę Giegłówka.

## Historia
Pod zaborami i w II Rzeczypospolitej wieś i zaścianek. W XIX i w początkach XX w. położona była w Rosji, w guberni wileńskiej, w powiecie wileńskim, w gminie Rzesza. Po I wojnie światowej pod administracją polską, w Zarządzie Cywilnym Ziem Wschodnich. W latach 1920–1922 w składzie Litwy Środkowej.
Od 11 kwietnia 1922 leżała w Polsce, w województwie wileńskim, w powiecie wileńsko-trockim, w gminie Rzesza. W 1931 miejscowość liczyła:
- wieś – 56 mieszkańców, zamieszkałych w 8 budynkach,
- zaścianek – 22 mieszkańców, zamieszkałych w 4 budynkach[5].

Po II wojnie światowej w granicach Związku Sowieckiego. Od 1991 na niepodległej Litwie.